# Cymbaeremaeidae
Cymbaeremaeidae zijn  een familie van mijten. Bij de familie zijn 9 geslachten met circa 125 soorten ingedeeld.